# Soleksem
Soleksem, også kendt som polymorft lysudslæt eller polymorf lysdermatose, er en almindelig, ufarlig lidelse, der kan opstå ved både kortvarig eller længerevarig soleksponering af huden, og skyldes overfølsomhed overfor solens ultraviolette stråler. Lidelsen opstår oftest om foråret eller under andre omstændigheder, hvor hud, der i en længerevarende periode ikke har været udsat for sollys, bliver eksponeret for solen.

## Symptomer
Soleksem vil kun forekomme i områder, der er udsat for solen. De mest typiske symptomer for soleksem er rød og kløende eksem. Der kan desuden forekomme små blærer på huden i det udsatte område, ligesom både varme og hævelse i området er normalt.

## Behandling
Oftest vil symptomerne forsvinde efter 4-7 dage, hvis man undgår yderligere eksponering i det ramte område. Er man hårdt ramt af soleksem over flere år, kan man desuden modtage forebyggende lysbehandling hos en dermatolog i forårsmånederne.